# ماريا كاثرين كالاهان
ماريا كاثرين كالاهان (بالإنجليزية: Maria Catherine Callahan)‏ هي مغنية مؤلفة أمريكية، ولدت في 22 يونيو 1965 في بورتلاند في الولايات المتحدة.